# Nei Leandro de Castro
Nei Leandro de Castro (* 30. Mai 1940 in Caicó) ist ein brasilianischer Schriftsteller. Er ist Vertreter der brasilianischen Prozesskunstbewegung (poema/processo).

## Leben
Leandro de Castro studierte Rechtswissenschaften, wandte sich dann aber der Werbung zu. Er war einer der Mitbegründer des Magazins Tribuna do Norte in Natal. 1968 übersiedelte er nach Rio de Janeiro, wo er bis 2005 lebte.
Er hat mehrere Gedichtbände veröffentlicht, von denen sich die meisten dem Thema Erotik widmen, wie Zona Erógena und Era uma Vez Eros. Ab den 1980er Jahren erschienen die Romane O dia das moscas (1983) und As Dunas Vermelhas. Für seinen Roman As pelejas de Ojuara (1986) wurde er vom brasilianischen Schriftstellerverband União Brasileira de Escritores ausgezeichnet. Das Buch wurde 2007 unter dem Titel O Homem que Desafiou o Diabo verfilmt. 2009 veröffentlichte de Castro sein letztes Buch: A Fortaleza dos Vencidos.

## Werk
- Universo e vocabulário do Grande Sertão. (spezielles Wörterbuch) 1970
- Zona Erógena (Gedichte)
- Era uma Vez Eros (Gedichte)
- O dia das moscas. (Roman) 1983
- As pelejas de Ojuara. (Roman) 1986
- Era uma vez Eros. (Gedicht-Anthologie) 1993
- Diário íntimo da palavra. (Gedicht-Anthologie) 2000
- As Dunas Vermelhas. (Roman) 2004
- A Fortaleza dos Vencidos. (Roman) 2009

## Verfilmung
- 2007: O Homem Que Desafiou o Diabo, Regie: Moacyr Góes